# Vladimir Dimitrijević

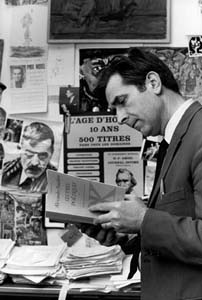
Erling Mandelmann: Vladimir Dimitrijević (1983)

Vladimir Dimitrijević (serbisch-kyrillisch Владимир Димитријевић; * 28. März 1934 in Skopje, heute in Nordmazedonien; † 28. Juni 2011 in Armes bei Clamecy, Département Nièvre, Frankreich) war ein in der Schweiz tätiger Verleger und Schriftsteller jugoslawischer bzw. serbischer Abstammung.

## Leben
Dimitrijević konnte als guter Fußballer im Jugoslawien Titos studieren, obgleich sein Vater als bürgerlicher, serbischer Nationalist unter Tito jahrelang inhaftiert war.
Dimitrijević flüchtete jedoch aus seinem Heimatland 1954 ohne Pass und schlug sich über Mailand bis in die Schweiz durch. Er arbeitete in verschiedenen Berufen als Gärtner, Dachdecker, Fabrikarbeiter, Nachtwächter usw., so auch in einer Buchhandlung. Er wurde Berufsfußballer beim FC Grenchen und erhielt somit eine Aufenthaltsgenehmigung. Er wurde schließlich Verleger und gründete als Liebhaber der Literatur im Jahre 1966 zusammen mit Dominique de Roux vom Verlag L’Herne den Verlag L’Âge d’Homme in Lausanne in der französischsprachigen Schweiz. Mit diesem Verlag veröffentlichte er erneut das gesamte Journal intime von Henri-Frédéric Amiel.
Ab 1973 verlegte Dimitrijević die Reihe Slavica reprints zusammen mit Jacques Catteau und Georges Nivat. Dieser Reihe verdankt der Westen Europas die Entdeckung zahlreicher slawischsprachiger Schriftsteller, so zum Beispiel Osip Mandelstam, Wassili Grossman, Karel Čapek, Stanisław Ignacy Witkiewicz, Alexander Sinowjew und Vladimir Volkoff. Er war der Herausgeber der Zeitschrift Politica Hermetica. Er stand der Association Les Amis de Pierre Gripari vor und war Herausgeber des Mitteilungsblattes der Vereinigung. Des Weiteren schrieb er für verschiedene Zeitschriften und Zeitschriften.
Dimitrijević’ Essay Yougoslavie. La stratégie de l’aveuglement rief im Jahre 1992 durch seinen positiven Standpunkt zum serbischen Nationalismus sehr starke kontroverse und polemische Reaktionen hervor. Er verlor einige seiner französischsprachigen Schweizer Autoren. Sein Buch über den Fußball erlebte 2006 eine neue Auflage.
Dimitrijević starb durch einen Frontalzusammenstoß seines Autos mit einem Traktor in der Nähe von Clamecy, wo sein Verlag eine Niederlassung besitzt, auf dem Wege nach Paris.

## Veröffentlichungen (Auswahl)
- À la rencontre de Georges Haldas. Essais et témoignages, publié à l’occasion du 70e Anniversaire de Georges Haldas, François Debluë et Jean Vuilleumier mit der Zusammenarbeit von Vladimir Dimitrijević, L’Âges d’Homme, Lausanne 1987
- Yougoslavie. La stratégie de l’aveuglement, Veröffentlicht vom L’Institut serbe à Lausanne, L’Âge d’Homme, Paris/Lausanne 1992
- La vie est un ballon rond, Éditions de Fallois, Paris 1998, neu verlegt: La Table ronde, Paris 2006